# انیق (قوسار)
انیق (به لاتین: Əniq) یک منطقه مسکونی در جمهوری آذربایجان است که در شهرستان قوسار واقع شده‌است. انیق ۲۲۴۲ نفر جمعیت دارد.